# Vajda László (irodalomtörténész)
Vajda László Sándor (Budapest, 1909. február 21. – Szeged, 1968. július 9.) magyar irodalomtörténész, egyetemi tanár.

## Életpályája
Szülei: Vajda Sándor és Soós Mária voltak. 1931-től számos irodalomtörténeti és irodalompedagógiai tanulmányt publikált. 1932-ben diplomázott a budapesti egyetem magyar-latin szakán. 1934-től Kisvárdán oktatott. 1945 után elindította az első vidéki folyóiratot, a debreceni Holnapot. 1946-ban a Debreceni Egyetem tanára lett. 1949–1968 között a szegedi Pedagógiai Főiskola magyar irodalmi tanszékének tanszékvezető tanára volt. 1955–1956 között a Szegedi Egyetem Könyvtárban dolgozott docensként.

## Művei
- Irodalomesztétika (egyetemi jegyzet, 1950)
- Móra Ferenc vezércikkei (bibliográfia, Szeged, 1961)
- Móra Ferenc írásai (bibliográfia, Szeged, 1970)